# Hermano Alain
Henri Alain Liogier (Chomelix, Francia, 31 de enero de 1916-Fort Worth, Texas, 9 de noviembre de 2009) fue un botánico, educador y religioso francés radicado en Texas, Estados Unidos.
En 1940 concluyó su bachillerato en Artes y Ciencias, y en 1945 su doctorado en ciencias en la Universidad de La Habana en Cuba. Fue profesor de biología y de botánica en diferentes universidades de Estados Unidos y de República Dominicana. Además fue un entusiasta recolector que logró obtener más de 45 000 especímenes de Cuba, Española y Puerto Rico.
Fue enviado a la República Dominicana, y se especializó en la flora de Cuba, Puerto Rico y República Dominicana. Fue investigador asociado del Jardín Botánico de Nueva York, Universidad de Harvard y el Instituto Smithsoniano de Washington, D. C. Se retiró de la Universidad de Puerto Rico en 1995.
Con el Hermano León, que había comenzado a los 70, su obra más importante, “Flora de Cuba”, y publicó el primer tomo en 1946. Por sus problemas de visión y los achaques de la edad no pudo continuar esta obra solo, y publicó el segundo tomo en 1951 con la colaboración de Alain. En 1955 falleció, y Alain continuó trabajando sobre los apuntes de León para la publicación de los tomos III y IV, publicados en 1953 y en 1957 respectivamente, y siguió trabajando solo en la obra hasta publicar el tomo V en 1963 y un suplemento en 1969. La obra realizada por ambos resultó monumental.
En 1972 fundó el "Herbario Nacional de Rep. Dominicana", y se inauguró formalmente en 1976 con la propia fundación del "Jardín Botánico Nacional"
Escribió más de 80 artículos científicos y libros, como La flora de la Española, que apareció entre 1982 y 2000 en nueve volúmenes.

## Algunas publicaciones
- Liogier, HA. Notas taxonómicas y ecológicas sobre la flora de Isla de Pinos, 1946
- Liogier, HA. Flora de Cuba, 1962
- Liogier, HA. A Biosystematic Study of North American Thlaspi Montanum and Its Allies, 1971
- Liogier, HA. La flora de la Española: Análisis, origen probable, 1978
- Liogier, HA. Antillean Studies, 1981
- Liogier, HA. Descriptive Flora of Puerto Rico and Adjacent Islands, Bd. 1: Spermatophyta: Casuarinaceae to Connaraceae, 1985
- Liogier, HA. Descriptive Flora of Puerto Rico and Adjacent Islands, Bd. 2: Spermatophyta: Leguminoseae to Anacardiaceae, 1988
- Liogier, HA. Plantas medicinales de Puerto Rico y del Caribe, 1990
- Liogier, HA. Naturalized Exotic Species in Puerto Rico, 1991
- Liogier, HA. Descriptive Flora of Puerto Rico and Adjacent Islands, Bd. 3: Spermatophyta: Cyrillaceae to Myrtaceae, 1994 Editorial UPR, 1994. ISBN 0-8477-2336-4
- Liogier, HA. Descriptive Flora of Puerto Rico and Adjacent Islands, Bd. 4: Spermatophyta: Melastomatacere to Lentibulariaceae, 1995
- Liogier, HA; M Mejía. 1997. Una nueva especie de Calyptranthes [C. garciae] (Myrtaceae) para la Isla Española. Moscosoa 9: 8-11
- Liogier, HA; M Mejía. 1997. Una nueva especies de Myrcia [M. majaguitana] (Myrtaceae) para la Isla Española. Moscosoa 9: 18-21
- Liogier, HA. Descriptive Flora of Puerto Rico and Adjacent Islands, Bd. 5: Spermatophyta: Acanthaceae to Compositae, 1997
- Liogier, HA. Flora of Puerto Rico and Adjacent Islands: A Systematic Synopsis, 1999

### Libros
- Liogier, HA. 1996. La flora de la Española. VIII. Universidad Central del Este [San Pedro de Macoris, República Dominicana] Vol. 72, Ser. Ci. 29: 1-588

## Honores

### Epónimos
Especies
- Miconia alainii de la familia Melastomataceae
- Terpsichore liogieri
- Scolosanthus liogieri
- Eleocharis liogieri
- Psychotria liogieri

- el "Parque Dominicano Alain Henri Liogier"

- La abreviatura «Alain» se emplea para indicar a Hermano Alain como autoridad en la descripción y clasificación científica de los vegetales.[1]

Se poseen 1445 registros de sus identificaciones y clasificaciones de nuevas especies.